# George Onslow (1er comte d'Onslow)
Pour les articles homonymes, voir Onslow.
George Onslow, né le 13 septembre 1731 et mort le 17 mai 1814, est un pair et un homme politique britannique. Titré comme Lord Onslow de 1776 à 1801, puis 1er comte d'Onlow après cette date.

## Biographie
Fils unique d'Arthur Onslow, décédé en 1751, il n'a pas de frères mais une sœur. Suivant les traces de son père, il est admis au Middle Temple le 14 novembre 1739 mais n'est pas admis au barreau.

## Carrière politique
Il siège comme député de Rye de 1754 à 1761 et de Surrey de 1761 à 1774. De 1765 à 1777, il est Lord du Trésor. Il est ensuite successivement contrôleur de la Maison et trésorier de la Maison. Le 20 mai 1776, il est créé baron Cranley, de la cour Imber dans le comté de Surrey. Le 8 octobre 1776, il succède également à son cousin, Richard Onslow (3e baron Onslow) comme baron Onslow. Le 17 juin 1801, il est créé vicomte Cranley, de Cranley, dans le comté de Surrey, et comte d'Onslow, de Onslow, dans le comté de Shropshire.

## Famille
Lord Onslow épouse Henrietta Shelley (décédée en 1802), fille de John Shelley (4e baronnet), le 26 juin 1753. Ils ont quatre fils et une fille:
- Thomas Onslow (2e comte d'Onslow) (15 mars 1754 - 22 février 1827)
- John Onslow (21 novembre 1755 - 4 février 1757)
- Henry Onslow (9 février 1757 - 25 juillet 1757)
- Edward Onslow (9 avril 1758 - 18 octobre 1829), marié le 6 mars 1783 à Marie Rosalie de Bourdeille.
- Henrietta Onslow (née le 18 mars 1760, décédée en bas âge)

En 1778, Lord Onslow vend Imber Court à Thames Ditton, avec un vaste domaine comprenant des fermes et des jardins, ainsi que les laminoirs à cuivre d'Imber Court.